# California Dreams Tour
California Dreams Tour – druga trasa koncertowa amerykańskiej piosenkarki Katy Perry. Podczas trasy gwiazda odwiedziła Europę, obie Ameryki, Azję oraz Australię. Promuje ona trzeci album artystki - Teenage Dream.
"California Dreams Tour" zostało szesnastą najlepszą trasą według Pollstar oraz trzynastą według Billboardu w roku 2011. Tournée wygrało w kategoriach dla najlepszej trasy People’s Choice Awards oraz Teen Choice Awards. Jednocześnie Katy zgarnęła statuetkę MTV European Music Award 2011 dla występu na żywo. Zysk trasy to 60 milionów dolarów.
Gwieździe supportowali m.in. Marina and the Diamonds, Natalia Kills, Robyn, Oh Land oraz Ellie Goulding.
Fragmenty "California Dreams Tour" możemy oglądać w filmie "Part Of Me 3D", który opowiada o drodze do kariery Katy Perry.

## Setlista

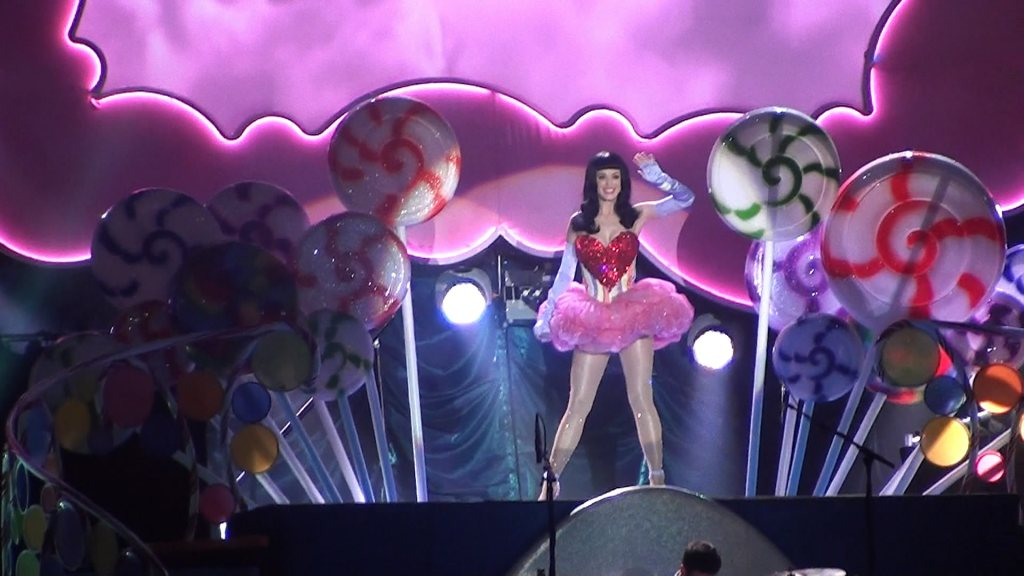
Otwarcie koncertu przy Teenage Dream

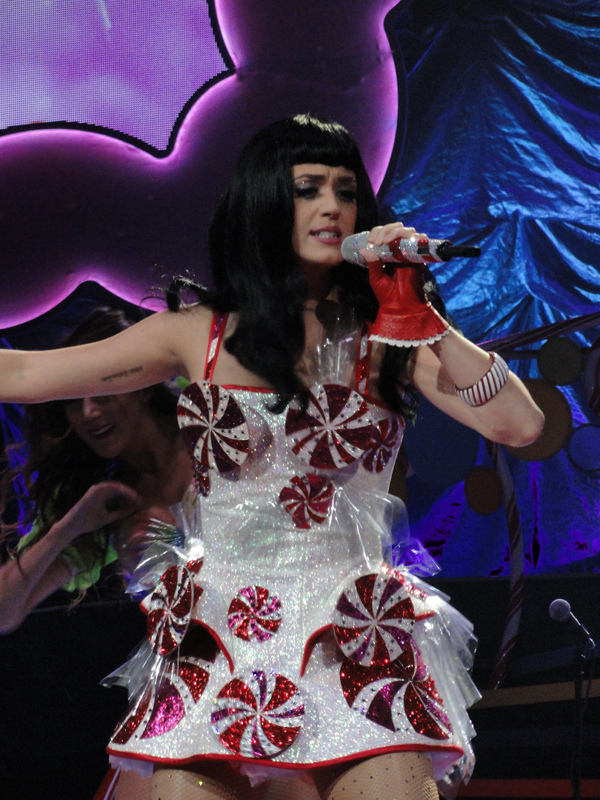
Hummingbird Heartbeat

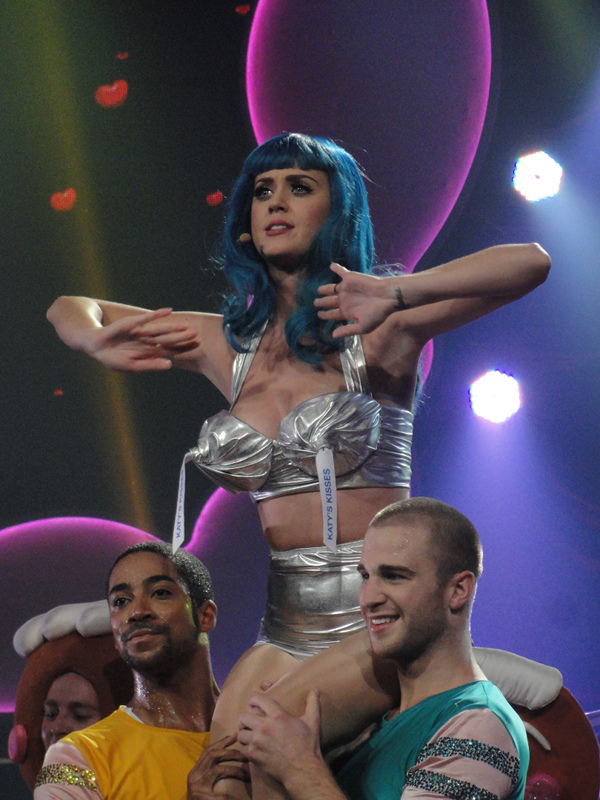
California Gurls

AKT I "Candyfornia"
- Teenage Dream
- Hummingbird Heartbeat
- Waking Up in Vegas

AKT II: "Visual Touch" 
- Ur So Gay
- Peacock
- I Kissed a Girl

AKT III: "Katy Kat"
- Circle the Drain
- E.T.
- Who Am I Living For?
- Pearl

Who Am I Living For?

AKT IV: "Not Like the Movies" 
- Not Like the Movies

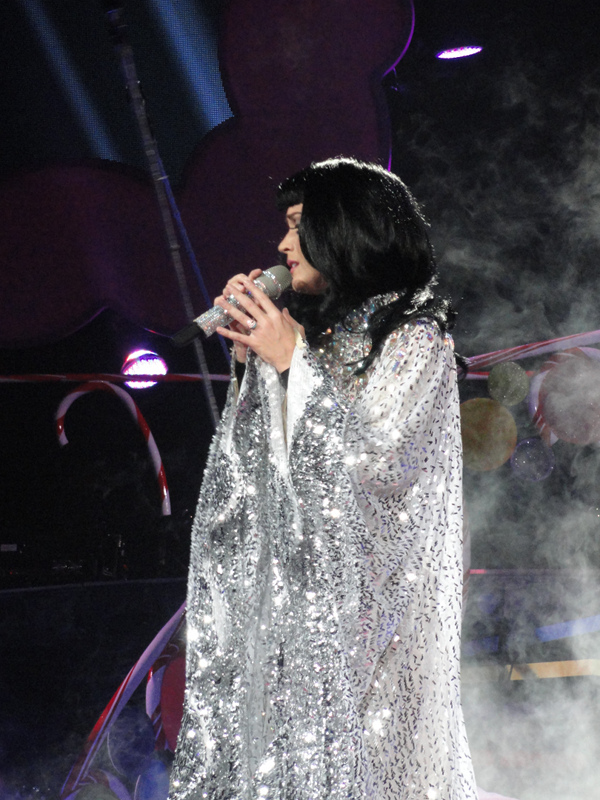
Pearl

- Only Girl (In the World) / Big Pimpin / Black & Yellow / Whip My Hair
- The One That Got Away
- Thinking of You

AKT V:  The Blue Tribute" 
- I Want Candy
- Hot n Cold
- Last Friday Night (T.G.I.F.)

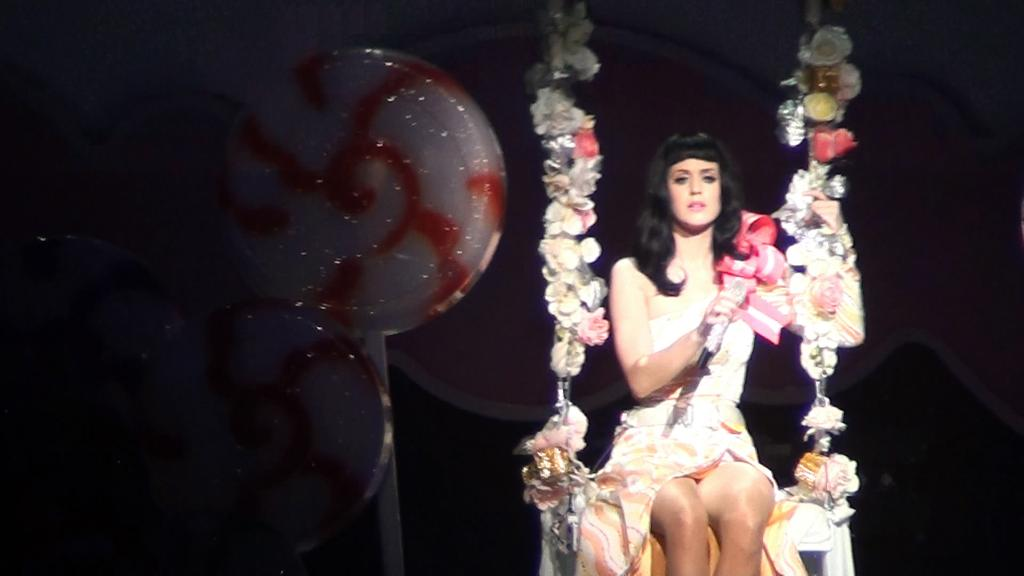
Not Like the Movies

- I Wanna Dance With Somebody (Who Loves Me)

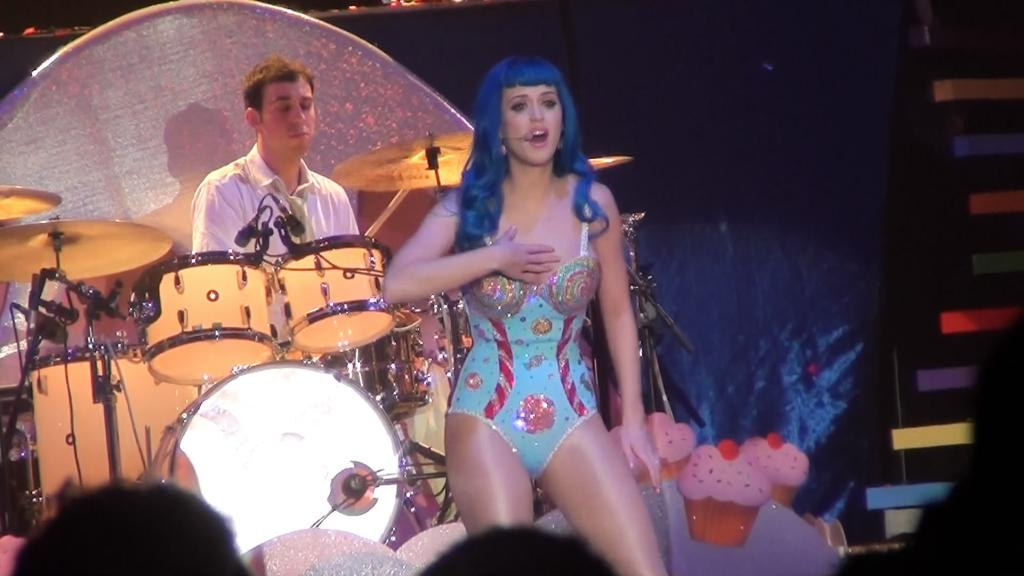
Firework

- Firework

Encore 
- California GurlsCalifornia Gurls

## Koncerty
| Data                 | Miasto              | Kraj            | Miejsce                                   |
| -------------------- | ------------------- | --------------- | ----------------------------------------- |
| Europa               |                     |                 |                                           |
| 20 lutego 2011       | Lizbona             | Portugalia      | Campo Pequeno                             |
| 23 lutego 2011       | Mediolan            | Włochy          | PalaSharp                                 |
| 25 lutego 2011       | Zürich              | Szwajcaria      | Hallenstadion                             |
| 26 lutego 2011       | Monachium           | Niemcy          | Zenith Munich                             |
| 27 lutego 2011       | Wiedeń              | Austria         | Wiener Stadthalle                         |
| 4 marca 2011         | Berlin              | Niemcy          | Max-Schmeling-Halle                       |
| 6 marca 2011         | Offenbach am Main   | Niemcy          | Stadthalle Offenbach                      |
| 7 marca 2011         | Paryż               | Francja         | Le Zénith de Paris                        |
| 8 marca 2011         | Paryż               | Francja         | Le Zénith de Paris                        |
| 10 marca 2011        | Bruksela            | Belgia          | Forest National                           |
| 11 marca 2011        | Kolonia             | Niemcy          | Palladium Köln                            |
| 14 marca 2011        | Hamburg             | Niemcy          | Alsterdorfer Sporthalle                   |
| 15 marca 2011        | Amsterdam           | Holandia        | Heineken Music Hall                       |
| 17 marca 2011        | Londyn              | Wielka Brytania | HMV Hammersmith Apollo                    |
| 18 marca 2011        | Londyn              | Wielka Brytania | HMV Hammersmith Apollo                    |
| 19 marca 2011        | Londyn              | Wielka Brytania | HMV Hammersmith Apollo                    |
| 21 marca 2011        | Manchester          | Wielka Brytania | Manchester Apollo                         |
| 22 marca 2011        | Manchester          | Wielka Brytania | Manchester Apollo                         |
| 27 marca 2011        | Liverpool           | Wielka Brytania | Echo Arena Liverpool                      |
| 28 marca 2011        | Dublin              | Irlandia        | The O2                                    |
| 30 marca 2011        | Nottingham          | Wielka Brytania | Trent FM Arena Nottingham                 |
| 31 marca 2011        | Bournemouth         | Wielka Brytania | Windsor Hall                              |
| 1 kwietnia 2011      | Cardiff             | Wielka Brytania | Cardiff International Arena               |
| 3 kwietnia 2011      | Newcastle upon Tyne | Wielka Brytania | Metro Radio Arena                         |
| 4 kwietnia 2011      | Birmingham          | Wielka Brytania | LG Arena                                  |
| 5 kwietnia 2011      | Glasgow             | Wielka Brytania | Scottish Exhibition and Conference Centre |
| 9 kwietnia 2011      | Londyn              | Wielka Brytania | Wembley Arena                             |
| Australia            |                     |                 |                                           |
| 28 kwietnia 2011     | Melbourne           | Australia       | Rod Laver Arena                           |
| 29 kwietnia 2011     | Melbourne           | Australia       | Rod Laver Arena                           |
| 2 maja 2011          | Adelaide            | Australia       | Adelaide Entertainment Centre             |
| 4 maja 2011          | Sydney              | Australia       | Sydney Entertainment Centre               |
| 5 maja 2011          | Brisbane            | Australia       | Brisbane Entertainment Centre             |
| 7 maja 2011          | Auckland            | Nowa Zelandia   | Vector Arena                              |
| 8 maja 2011          | Auckland            | Nowa Zelandia   | Vector Arena                              |
| 10 maja 2011         | Wellington          | Nowa Zelandia   | TSB Bank Arena                            |
| 13 maja 2011         | Newcastle           | Australia       | Newcastle Entertainment Centre            |
| 14 maja 2011         | Sydney              | Australia       | Sydney Entertainment Centre               |
| 15 maja 2011         | Brisbane            | Australia       | Brisbane Entertainment Centre             |
| Azja                 |                     |                 |                                           |
| 20 maja 2011         | Osaka               | Japonia         | Namba Hatch                               |
| 22 maja 2011         | Nagoja              | Japonia         | Zepp Nagoya                               |
| 23 maja 2011         | Tokio               | Japonia         | AgeHa                                     |
| 24 maja 2011         | Tokio               | Japonia         | AgeHa                                     |
| 26 maja 2011         | Osaka               | Japonia         | Zepp Osaka                                |
| Europa               |                     |                 |                                           |
| 12 października 2011 | Sheffield           | Wielka Brytania | Motorpoint Arena                          |
| 14 października 2011 | Londyn              | Wielka Brytania | The O2                                    |
| 15 października 2011 | Londyn              | Wielka Brytania | The O2                                    |
| 18 października 2011 | Liverpool           | Wielka Brytania | Echo Arena Liverpool                      |
| 19 października 2011 | Cardiff             | Wielka Brytania | Cardiff International Arena               |
| 24 października 2011 | Belfast             | Wielka Brytania | Odyssey Arena                             |
| 26 października 2011 | Birmingham          | Wielka Brytania | National Indoor Arena                     |
| 27 października 2011 | Newcastle           | Wielka Brytania | Metro Radio Arena                         |
| 29 października 2011 | Aberdeen            | Wielka Brytania | Press & Journal Arena                     |
| 31 października 2011 | Manchester          | Wielka Brytania | Manchester Evening News Arena             |
| 3 listopada 2011     | Glasgow             | Wielka Brytania | Scottish Exhibition and Conference Centre |
| 4 października 2011  | Glasgow             | Wielka Brytania | Scottish Exhibition and Conference Centre |
| 5 października 2011  | Nottingham          | Wielka Brytania | Trent FM Arena                            |
| 7 listopada 2011     | Dublin              | Irlandia        | The O2                                    |